# Jordan 196
Jordan 196 – samochód Formuły 1 zaprojektowany przez Gary'ego Andersona, Tima Hollowaya i Darrena Daviesa, skonstruowany przez Jordan Grand Prix na sezon 1996.

## Historia
Samochód był ewolucją Jordana 195, ale zawierał pewne innowacje, jak układ kierowniczy. Stąd też zespół miał wysokie oczekiwania względem nowego pojazdu.
Drugi rok z rzędu silniki dostarczał Peugeot. Nowym sponsorem została firma Benson & Hedges. Kierowcami byli Rubens Barrichello i Martin Brundle.
Model nie spełnił pokładanych w nim oczekiwań. Samochód nie był przyczepny oraz nie dysponował wystarczającą mocą, był ponadto awaryjny. Spowodowało to, że żaden z kierowców nie stanął w sezonie ani razu na podium, chociaż Barrichello wywalczył drugie pole startowe do Grand Prix Brazylii. Wyniki te tak dalece nie zadowalały Eddiego Jordana, że zmusił on w trakcie sezonu Gary'ego Andersona do porzucenia rozwoju 196 i skupieniu się na następcy.
Ogółem Jordan w sezonie 1996 zdobył 22 punkty i piąte miejsce w klasyfikacji konstruktorów.

## Wyniki w Formule 1
| Legenda oznaczeń w tabelach wyników Wyświetl szablon na nowej stronie | Legenda oznaczeń w tabelach wyników Wyświetl szablon na nowej stronie                                                                     |
| Oznaczenie                                                            | Wyjaśnienie |
| --------------------------------------------------------------------- | --- |
| Złoty                                                                 | Zwycięzca lub mistrzostwo |
| Srebrny                                                               | 2. miejsce lub wicemistrzostwo |
| Brązowy                                                               | 3. miejsce lub II wicemistrzostwo |
| Zielony                                                               | Ukończył, punktował (w klasyfikacji generalnej, gdy zdobył co najmniej jeden punkt na przestrzeni sezonu, poza trzema powyższymi opcjami) |
| Niebieski                                                             | Ukończył, nie punktował (w klasyfikacji generalnej, gdy nie zdobył co najmniej jednego punktu na przestrzeni sezonu)                      |
| Czerwony                                                              | Nie zakwalifikował się (NZ) |
| Czerwony                                                              | Nie prekwalifikował się (NPK) |
| Różowy                                                                | Nie ukończył (NU) |
| Różowy                                                                | Niesklasyfikowany (NS) (w klasyfikacji generalnej, gdy nie został sklasyfikowany w żadnym wyścigu sezonu)                                 |
| Czarny                                                                | Zdyskwalifikowany (DK) |
| Czarny                                                                | Wykluczony (WYK/EX) |
| Biały                                                                 | Nie wystartował (NW) |
| Biały                                                                 | Kontuzjowany (K/INJ) |
| Biały                                                                 | Wyścig odwołany (OD/C) |
| Bez koloru                                                            | Został wycofany (WYC/WD) |
| Bez koloru                                                            | Nie przybył (NP/DNA) |
| Bez koloru                                                            | Nie brał udziału w treningach (NT/DNP) |
| Bez koloru                                                            | Nie został zgłoszony (–) |
| Pogrubienie                                                           | Start z pole position |
| Kursywa                                                               | Najszybsze okrążenie wyścigu |
| †                                                                     | Nie ukończył, ale jego rezultat został zaliczony ze względu na przejechanie więcej niż 90% dystansu wyścigu.                              |
| *                                                                     | Sezon w trakcie |
| 1/2/3                                                                 | Punktowana pozycja w sprincie kwalifikacyjnym                                                                                             |
| Lista systemów punktacji Formuły 1                                    | |

| Sezon | Zespół                   | Silnik  | Kierowcy           | Wyniki w poszczególnych eliminacjach | Wyniki w poszczególnych eliminacjach | Wyniki w poszczególnych eliminacjach | Wyniki w poszczególnych eliminacjach | Wyniki w poszczególnych eliminacjach | Wyniki w poszczególnych eliminacjach | Wyniki w poszczególnych eliminacjach | Wyniki w poszczególnych eliminacjach | Wyniki w poszczególnych eliminacjach | Wyniki w poszczególnych eliminacjach | Wyniki w poszczególnych eliminacjach | Wyniki w poszczególnych eliminacjach | Wyniki w poszczególnych eliminacjach | Wyniki w poszczególnych eliminacjach | Wyniki w poszczególnych eliminacjach | Wyniki w poszczególnych eliminacjach | Wyniki kierowców | Wyniki kierowców | Wyniki konstruktora | Wyniki konstruktora |
| 1996  |                          |         |                    | Australia                            | Brazylia                             | Argentyna                            | Unia Europejska                      | San Marino                           | Monako                               | Hiszpania                            | Kanada                               | Francja                              | Wielka Brytania                      | Niemcy                               | Węgry                                | Belgia                               | Włochy                               | Portugalia                           | Japonia                              | Pkt.             | Msc.             | Pkt.                | Msc.                |
| ----- | ------------------------ | ------- | ------------------ | ------------------------------------ | ------------------------------------ | ------------------------------------ | ------------------------------------ | ------------------------------------ | ------------------------------------ | ------------------------------------ | ------------------------------------ | ------------------------------------ | ------------------------------------ | ------------------------------------ | ------------------------------------ | ------------------------------------ | ------------------------------------ | ------------------------------------ | ------------------------------------ | ---------------- | ---------------- | ------------------- | ------------------- |
| 1996  | B&H Total Jordan Peugeot | Peugeot | Rubens Barrichello | NU                                   | NU                                   | 4                                    | 5                                    | 5                                    | NU                                   | NU                                   | NU                                   | 9                                    | 4                                    | 6                                    | 6                                    | NU                                   | 5                                    | NU                                   | 9                                    | 14               | 8                | 22                  | 5                   |
| 1996  | B&H Total Jordan Peugeot | Peugeot | Martin Brundle     | NU                                   | 12                                   | NU                                   | 6                                    | NU                                   | NU                                   | NU                                   | 6                                    | 8                                    | 6                                    | 10                                   | NU                                   | NU                                   | 4                                    | 9                                    | 5                                    | 8                | 11               | 22                  | 5                   |